# دوري السوبر الألباني 1951
دوري السوبر الألباني 1951 (بالألبانية: Kategoria e Parë 1951‏) هو الموسم 14 من دوري السوبر الألباني. أقيم خلال الفترة 14 يناير 1951 وحتى 1 يوليو 1951، وأشرف على تنظيمه اتحاد ألبانيا لكرة القدم، وكان عدد الأندية المشاركة فيه 14، وفاز فيه دينامو تيرانا.